# 270 Park Avenue (1960–2021)
270 Park Avenue alternativt J.P. Morgan Chase Tower, tidigare Union Carbide Building, var en skyskrapa som låg på Manhattan i New York, New York i USA. Skyskrapan ägdes av den amerikanska globala affärsbanken J.P. Morgan Chase, som använde hela byggnaden som globalt huvudkontor. Skyskrapan var 215,5 meter hög.
Den uppfördes mellan 1957 och 1960 till en totalkostnad på mer än 52 miljoner amerikanska dollar. Det var dock tänkt att den skulle kosta omkring 46 miljoner dollar men slutnotan landande på en bit över en miljon dollar per våning (52 våningar). Syftet med skyskrapan var att låta kemiföretaget Union Carbide använda den som huvudkontor, vilket de gjorde fram till 1981 när de flyttade till Danbury i Connecticut. År 1978 förvärvade bankförvaltningsbolaget Manufacturers Hanover Trust skyskrapan för 110 miljoner dollar. År 1991 fusionerades Manufacturers Hanover med Chemical Bank, den senare hade sitt huvudkontor i 277 Park Avenue. Man beslutade att huvudkontoret för det nya företaget skulle fortsättningsvis vara placerad i 270 Park Avenue. Bara fem år senare blev de fusionerad med Chase Manhattan Bank, samtidigt meddelade Chase att deras huvudkontor i One Chase Manhattan Plaza skulle slå samman med Chemical Banks och använda 270 Park Avenue i fortsättningen. År 2000 fusionerades Chase med J.P. Morgan & Co. och blev kvar i skyskrapan fram till slutet av 2010-talet. Då meddelade banken att man skulle riva befintlig skyskrapa och uppföra en ny, som kommer att bli 434,3 meter hög, på samma adress. Den nya skyskrapan ska stå klar som tidigast 2024. J.P. Morgan flyttade huvudkontoret temporärt till 383 Madison Avenue.